# Програмне забезпечення моделювання
Програмне забезпечення моделювання засноване на процесі моделювання реального явища з набором математичних формул.  Це, по суті, програма, яка дозволяє користувачеві спостерігати операцію за допомогою моделювання без фактичного виконання цієї операції.  Програмне забезпечення для моделювання широко використовується для проєктування обладнання, так що кінцевий продукт буде якомога ближче до конструкторських специфікацій без дорогих модифікацій процесу.  Програмне забезпечення моделювання в режимі реального часу часто використовується в іграх, але воно також має важливі промислові функції.  Коли ціна за неналежну експлуатацію є колосальною, наприклад, пілот літака, оператори атомних електростанцій або оператори хімічних установок мають нагоду отримувати цінний досвід навчання без страху перед катастрофічним результатом.
Розширені комп'ютерні програми можуть моделювати поведінку енергосистеми, погодні умови, електронні схеми, хімічні реакції, мехатроніку, теплові насоси, системи управління зі зворотним зв'язком, атомні реакції, навіть складні біологічні процеси.  Теоретично будь-які явища, які можна звести до математичних даних і рівнянь, можна моделювати на комп'ютері.  Моделювання може бути ускладнене, тому що більшість природних явищ має майже нескінченне число впливів.
На додаток до імітаційних процесів, щоб побачити, як вони поводяться в різних умовах, симуляції також використовуються для тестування нових теорій.  Після створення теорії причинно-наслідкових зв'язків теоретик може кодифікувати відносини у вигляді комп'ютерної програми.  Якщо програма тоді поводиться так само, як і реальний процес, є основи, що пропоновані відносини вірні.

## Загальне моделювання
Загальні пакети моделювання діляться на дві категорії: моделювання дискретних подій і безперервне моделювання.  Моделювання дискретних подій використовується для моделювання статистичних подій, таких як клієнти, які прибувають в черзі в банку.  Правильно зіставляючи ймовірності прибуття зі спостереженням поведінки, модель може визначити оптимальну кількість черг, щоб підтримувати час очікування черги на заданому рівні.  Безперервні симулятори використовуються для моделювання широкого спектра фізичних явищ, таких як балістичні траєкторії, дихання людини, відгуки електродвигуна, передачі радіочастотних даних, генерації енергії парових турбін і т. д. Моделювання використовується в первісній конструкції системи для оптимізації вибору компонентів. Робота безперервного моделювання в режимі реального часу використовується для навчання операторів і настройки автономного контролера. 
Існує чотири основних відомих підходів моделювання: метод Event-Scheduling, Activity Scanning, Process-Interaction і трифазний підхід, для порівняння, можна відзначити наступне:
Метод Event-Scheduling простий і має тільки дві фази, це дозволяє  програмі працювати швидше, так як немає сканування стану подій.  Всі ці переваги також говорять нам про недоліки методу, оскільки є тільки дві фази, тоді всі події змішані, а це означає, що його дуже складно посилити. Activity Scanning також простіший, ніж трифазний метод, оскільки він не має календаря і підтримує економне моделювання.  Однак цей підхід набагато повільніше, ніж трифазний, оскільки він розглядає всі види діяльності як умовні.  Process-Interaction має дві загальних переваги: він уникає повільних програм.  По-друге, він уникає необхідність продумати всі можливі логічні наслідки події »(Pidd, 1998).  Проте, як стверджує (Pidd, 1998), цей підхід страждає від проблеми DEADLOCK, але цей підхід дуже привабливий для початківців модельєрів.  Хоча, (Schriber et al, 2003) каже, що «взаємодія процесів розумілося тільки елітною групою людей і було недоступне звичайним програмістам».  Насправді (Schriber et al, 2003).  «Багатопотокові додатки обговорювалися в класах інформатики, але рідко використовуються в більш широкому співтоваристві».  Що вказує на те, що впровадження Process-Interaction було дуже складно реалізувати.  Очевидне протиріччя, в попередній цитаті, пов'язане з плутаниною між підходом Process Interaction і методом Transaction-flow.  Щоб побачити повне уявлення про походження Transaction-Flow, про який було сказано вище (Schriber et al, 2003): Це був початковий етап, з якого виник Симулятор Гордона.  Світогляд потоку Transaction-Gordon було ретельно прихованою формою взаємодії процесів, яка поставила підхід до взаємодії процесів в межах розуміння звичайних користувачів. Гордон зробив одну з кращих пакувальних робіт всіх часів.  Він розробив набір будівельних блоків, які можна було б зібрати, щоб побудувати блок-схему, на якій графічно зображена робота системи.  В рамках цієї парадигми моделювання потік елементів через систему був легко видно, оскільки це було в центрі всього підходу.  Трифазний підхід дозволяє «імітувати паралелізм, уникаючи взаємоблокіровки» (Pidd and Cassel, 1998).  Проте, повинен виконати сканування за графіком пов'язаних дій, а потім сканувати всі умовні дії, які уповільнюють його.  Проте багато хто відмовляється від часу, витраченого в обмін на вирішення проблеми взаємоблокіровки.  Фактично, трифазний підхід використовується в розподілених системах, коли говорять про операційні системи, бази даних і т. д. Трифазна фіксація (Tanenbaum and Steen, 2002).

## Електронне моделювання
Програмне забезпечення для моделювання електроніки використовує математичні моделі для відтворення поведінки реального електронного пристрою або схеми.  По суті, це комп'ютерна програма, яка перетворює комп'ютер в повністю функціонуючу лабораторію електроніки.  Симулятор електроніки об'єднує схематичний редактор, симулятор SPICE і екранні форми сигналів і роблять сценарії «що-якщо» легкими і миттєвими.  Моделюючи поведінку схеми до її фактичного побудови, підвищується ефективність і дає уявлення про поведінку і стабільність електронних схем.  Більшість симуляторів використовують рушій SPICE, який імітує аналогові, цифрові та змішані схеми  для виняткової потужності і точності.  Вони також зазвичай містять великі бібліотеки моделей і пристроїв. 
Існують аналогові симулятори електронних схем, які включають в себе як аналогові, так і керовані подіями можливості цифрового моделювання відомі як симулятори змішаного режиму. Це означає, що будь-яке моделювання може містити компоненти, які є аналоговими, керованими подіями (цифровими або дискретизованими даними) або їх комбінацією. Весь змішаний аналіз сигналів може бути виведений з однієї інтегрованої схеми. Всі цифрові моделі в змішаних симуляторах забезпечують точну специфікацію часу поширення і затримки часу наростання або спаду.
Алгоритм, керований подіями, що надається імітаторами змішаного режиму, підтримує нецифрові типи даних.  Наприклад, елементи можуть використовувати реальні або цілочисельні значення для імітації функцій DSP або вибіркових фільтрів даних.  

Моделювання змішаного режиму обробляється на трьох рівнях;  (A) з примітивними цифровими елементами, які використовують моделі синхронізації і вбудованим 12 або 16 аналоговим цифровим логічним симулятором, (b) з моделями підсхем, які використовують фактичну транзисторну топологію інтегральної схеми і, нарешті, (c) лінійними булевими логічними виразами.
Точні уявлення використовуються головним чином при аналізі проблем ліній зв'язку помилок цілісності сигналу, де потрібна ретельна перевірка характеристик введення-виведення .  Булеві логічні вирази - це функції з затримкою, які використовуються для забезпечення ефективної обробки логічного сигналу в аналоговому середовищі.  Ці два методи моделювання використовують SPICE для вирішення проблеми, в той час як третій метод, цифрові примітиви, використовує можливості змішаного режиму.  Кожен з цих методів має свої переваги і цільові програми.  Фактично, багато симуляції (особливо ті, які використовують технологію A / D) вимагають комбінації всіх трьох підходів.  Одного підходу недостатньо.

## Моделювання PLC
Для правильного розуміння роботи програмованого логічного контролера (PLC) необхідно витратити чимало часу на програмування, тестування і налагодження програм PLC.  Системи PLC за своєю суттю є дорогими, а часом простою дуже дорогими.  Крім того, якщо PLC запрограмований неправильно, це може призвести до зниження продуктивності і шкідливим впливам.  Програмне забезпечення для моделювання PLC є цінним інструментом в розумінні і навчанні PLC і для того, щоб ці знання оновлювалися і оновлювалися. Моделювання PLC надає користувачам можливість писати, редагувати і налагоджувати програми, написані з використанням формату на основі тегів.  Багато з найпопулярніших PLC використовують теги, які є потужним методом програмування PLC, але також більш складними.  Моделювання PLC об'єднує логічні програми на основі тегів з 3D-інтерактивними анімаціями для підвищення рівня навчання користувача. Ці інтерактивні анімації включають світлофори, пакетну обробку і лінії передачі.
За допомогою моделювання PLC програмісти мають можливість спробувати всі сценарії «що якщо», змінюючи логічні інструкції і програми сходової логіки, а потім повторно запустити симуляцію, щоб побачити, як зміни впливають на роботу і продуктивність PLC.  Цей тип тестування часто неможливий при використанні жорстких робочих PLC, які контролюють процеси, які часто стоять сотні тисяч - або мільйони доларів.

## Моделювання формування листового металу
Програмне забезпечення для моделювання формування листового металу використовує математичні моделі для реплікації поведінки реального процесу виготовлення металевих листів.  По суті, це комп'ютерна програма, яка перетворює комп'ютер в повністю функціонуючий блок прогнозування виробництва металу.  Моделювання формування листового металу запобігає дефекти металевих фабрик на їх виробничих лініях і зменшує кількість випробувань і дорогих помилок, підвищуючи ефективність процесу формування металу.[джерело?] 

## Моделювання лиття металу
Моделювання лиття металу в даний час виконується за допомогою програмного забезпечення моделювання кінцевих елементів, розробленого як інструмент дефект-прогнозування для ливарного інженера, щоб виправити і / або поліпшити його процес лиття, навіть до виготовлення дослідних зразків.  Ідея полягає в тому, щоб використовувати інформацію для аналізу і прогнозування результатів простим і ефективним способом для моделювання різних процесів, таких як: 
- Лиття у піщані форми.
- Лиття в кокіль.
- Гравітаційне лиття.
- Лиття під низьким тиском.
- Лиття під високим тиском.

Програмне забезпечення, як правило, має наступні характеристики: 
- Графічний інтерфейс і сітка інструментів
- Розрахунок заповнення форми
- Розрахунок затвердіння й охолодження: Термічна і термомеханічна (усадка лиття).

## Симуляція мережевих протоколів
Взаємодія між різними мережевими об'єктами визначається різними протоколами зв'язку.  Програмне забезпечення мережевого моделювання імітує поведінку мереж на рівні протоколу.  Програмне забезпечення для моделювання мережевих протоколів може використовуватися для розробки тестових сценаріїв, розуміння поведінки мережі щодо певних повідомлень протоколу, відповідності нової реалізації стека протоколів, тестування стека протоколів.  Ці симулятори засновані на специфікаціях архітектури телекомунікаційних протоколів, розроблених органом міжнародних стандартів, таких як ITU_T, IEEE і т. д. Результатом програмного забезпечення для моделювання протоколу можуть бути докладні трасування пакетів, журнали подій і т. д.

## Оцінка продуктивності комп'ютера
Відомо, що комп'ютери складаються з багатьох компонентів, і кожен компонент має безліч різних атрибутів від різних виробників, відповідно оцінка продуктивності комп'ютера має першорядне значення.  Зокрема, оскільки експериментувати з усіма можливими сценаріями майже неможливо.  Два комерційні пакети моделювання, пропонують можливість такої симуляції, а саме: AnyLogic 5.0, Visual Simulation Environment.